# Células de Merkel

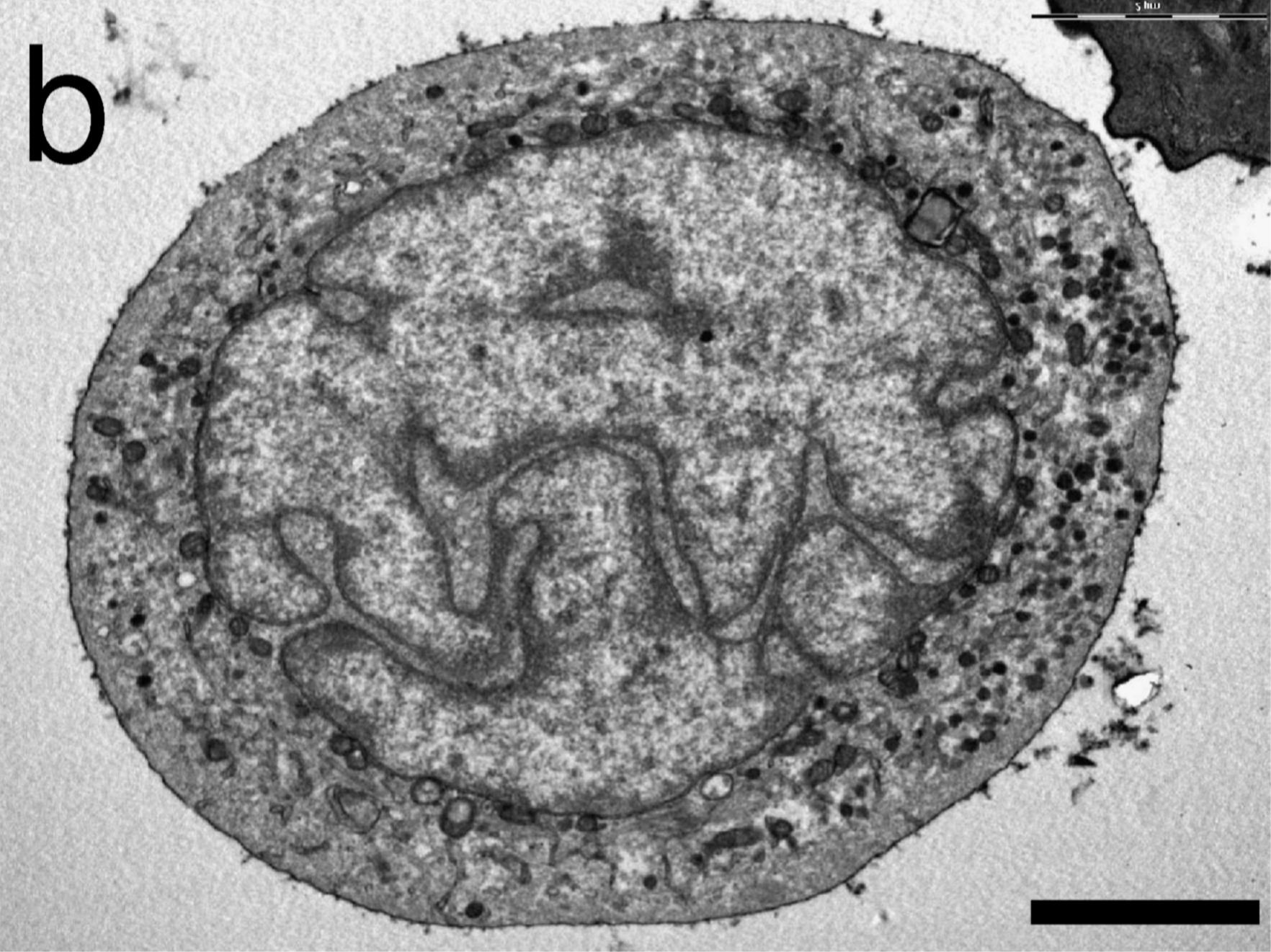
Célula "de Merkel" aislada. La barra corresponde a 2 μm. Microscopía electrónica.

Las células epiteliales táctiles, células de Merkel o células de Merkel-Ranvier son células especializadas de la piel, localizadas en la capa basal de la epidermis.
Se las puede encontrar aisladas, en acúmulos y en estructuras llamadas domos táctiles. Las funciones de las células de Merkel tienen que ver con la mecanosensación, y con la secreción neuroendocrina. Las células se asocian e interactúan con dendritas de fibras somatosensoriales, en un complejo celular llamado disco de Merkel o "disco táctil" que es un órgano mecanosensorial terminal de la piel.

## Embriología
Las células de Merkel (MC) en desarrollo, se detectan en el ectodermo embrionario del ratón por primera vez en el día E15. El desarrollo de las células de Merkel, se asocia en espacio y tiempo con el desarrollo, de los folículos pilosos primarios.

Durante años se creyó que las células epiteliales táctiles o "de Merkel" derivaban embriológicamente de la cresta neural, investigaciones en el año 2000, sugirieron que podrían tratarse de queratinocitos especializados debido a las similitudes que tienen con estos.

## Anatomía microscópica

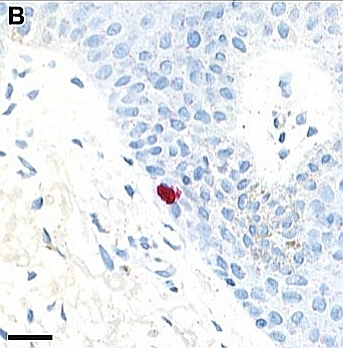
Merkel teñida (en rojo), en su ubicación de la epidermis. Inmunohistoquímica. Microscopio óptico.

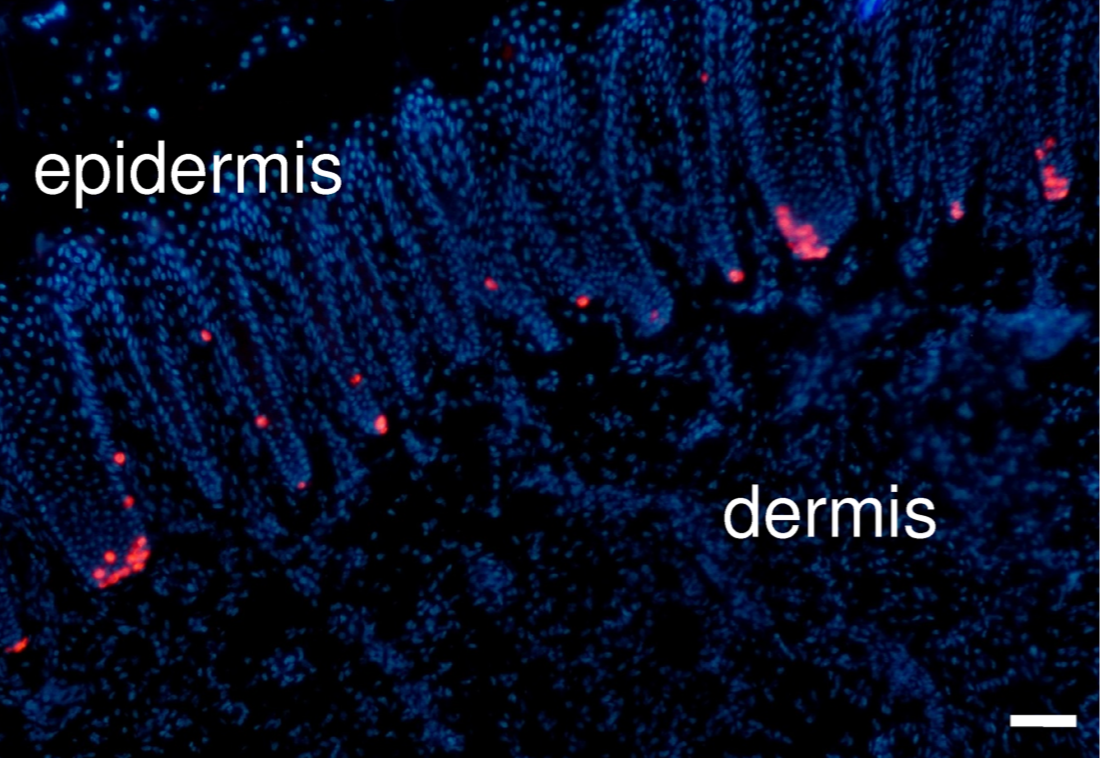
Células de Merkel en la capa profunda de la epidermis. Inmunofluorescencia y Microscopía confocal.

Las células de Merkel se han descrito en muchas especies, incluidos reptiles, peces y mamíferos, en los cuales se encuentran en la capa basal de la piel vellosa, la piel glabra y algunas mucosas.
Microscopía óptica
Las células táctiles (tastzellen) de Merkel con la tinción habitual son difíciles de distinguir por su citoplasma claro. Estas células con una longitud de 15-20 μm, son más grandes que las otras epiteliales que la circundan. Muestran un núcleo grande, vesiculoso y paralelo a la superficie del epitelio.
Se ven sobre todo cerca del estrato basal epidérmico y cercanas a los folículos pilosos.

Debajo de la célula de Merkel existe un "menisco táctil", un disco cóncavo-convexo, continuado con una fibrilla nerviosa. La mielina de la fibrilla cesa antes de su arribo a la hilera epidérmica más inferior.

Son fácilmente distinguibles mediante inmunohistoquímica y microscopía confocal. 
Microscopía electrónica

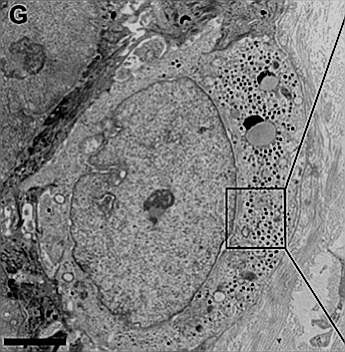
Merkel estructura celular. Gránulos y membranas en el recuadro. Microscopía electrónica.

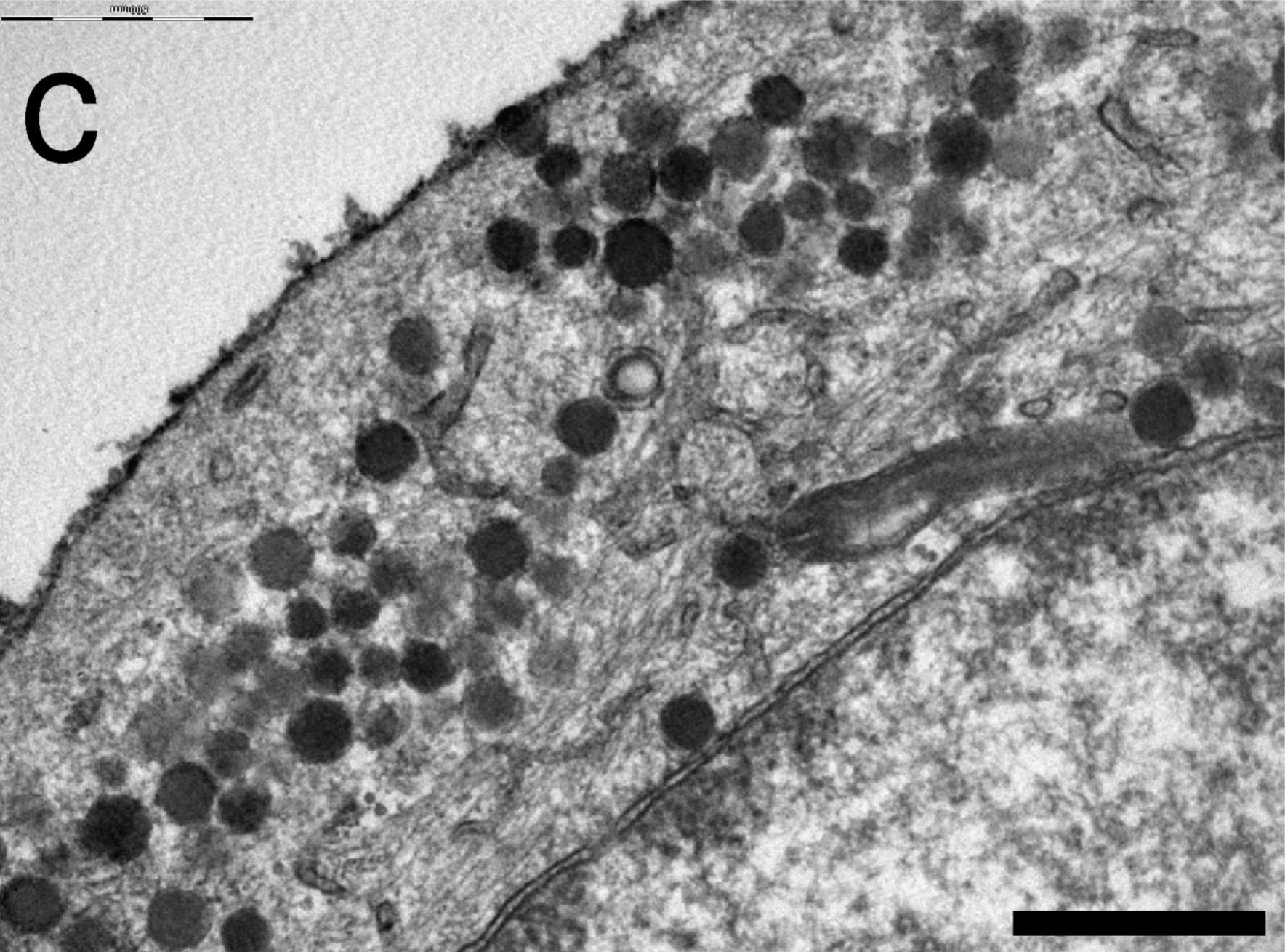
Célula de Merkel con gránulos de centro oscuro (arriba). Núcleo derecha abajo.

En la ultraestructura el citoplasma aparece claro, pero contiene gránulos de centro oscuro (electrón-densos) pequeños de 80-120 nm y esféricos. También muestra filamentos oscuros, cortos y paralelos. El retículo endoplásmatico es grande al igual que el Golgi, lo que demuestra síntesis y secreción.

El núcleo es lobulado con indentaciones profundas y paralelo a la superficie del epitelio. 
La cromatina se muestra poco condensada, lo que implica tasas de transcripción elevada. Se ven uno o dos nucléolos.

El citoplasma emite prolongaciones con forma de dedo o espiga hacia la epidermis, que se interdigitan con los queratinocitos circundantes mediante desmosomas. Aquí son numerosos las uniones estrechas tipo desmosomas.
En el sector basal, las células de Merkel presentan una especialización, de forma discoidal que contacta directamente con dendritas pertenecientes a neuronas aferentes.

Sinapsis de Merkel:

Este contacto directo de la célula de Merkel, tiene las características de una sinapsis, muestra: un espacio intercelular inferior a 300 nm, un engrosamiento de la membrana plasmática de los dos lados de la sinapsis, una actividad celular considerable (mitocondrias, retículo endoplásmico) en el lado de las células y unos gránulos secretores en la terminación nerviosa.

Los "discos de Merkel" son sinapsis sensoriales y las señales táctiles se transmiten sinápticamente, desde las células de Merkel a las terminaciones nerviosas aferentes tipo Aβ.  La individualización del o los neurotransmisores involucrados en esta comunicación es dificultosa, se han propuesto la serotonina en 2016,  la noradrenalina en 2018.  y glutamato en 2019.
En algunos sectores de la piel, las células "de Merkel" están rodeadas por queratinocitos (KC) columnares con morfología diferente, incluidas en la base de un epitelio escamoso estratificado más grueso que la epidermis circundante. Esta estructura epidérmica especializada se denominó "Domo táctil".

## Localización
Las células de Merkel se encuentran en los estratos más profundos de la epidermis, se distinguen por ser más grandes, más claras que las epiteliales circundantes y por poseer un gran núcleo de aspecto "vesicular".

En los humanos, la distribución de las células de Merkel en la piel de diferentes regiones del cuerpo es muy variable, pero se encuentran con densidades más altas en las regiones involucradas en la percepción táctil, como las palmas y las yemas de los dedos.

## Fisiología

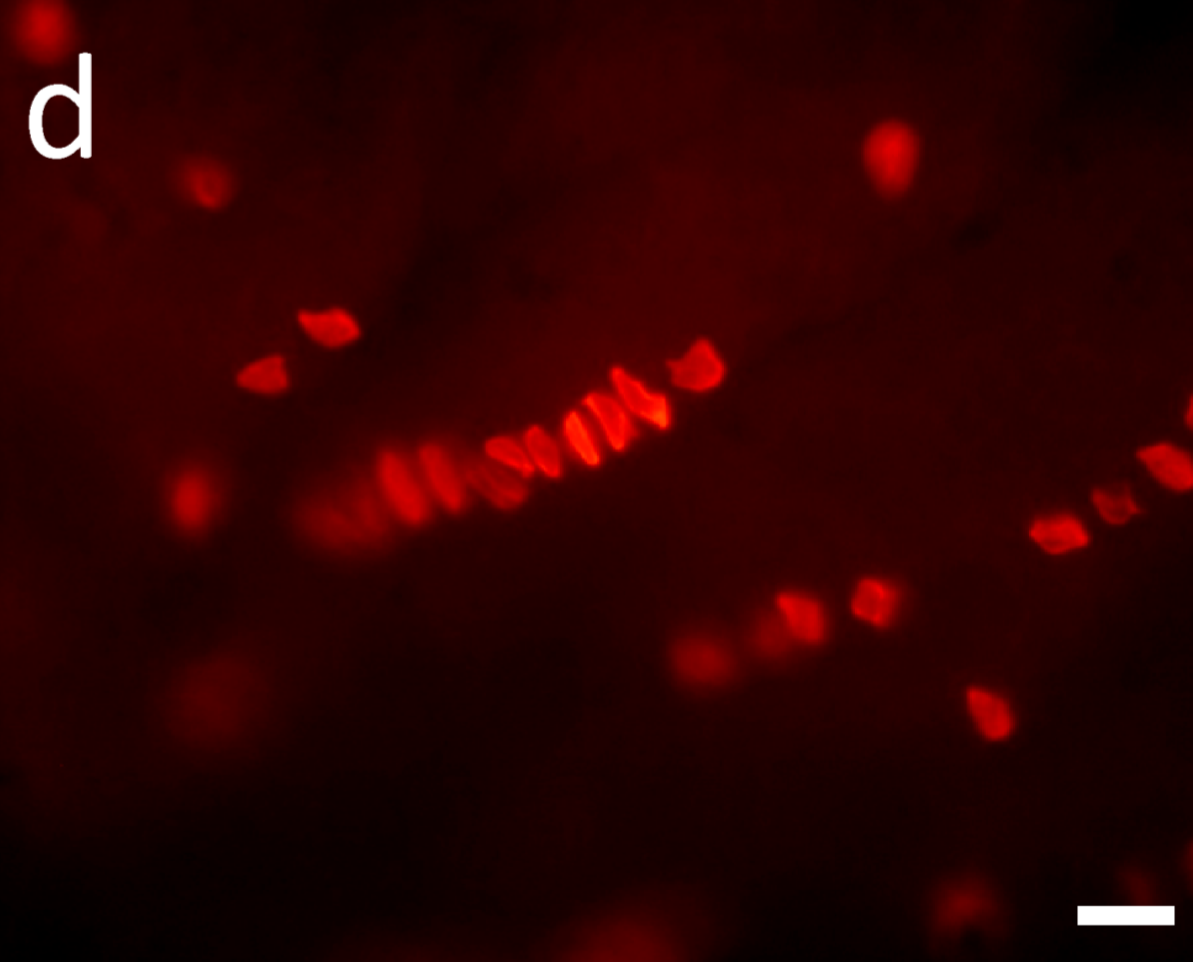
Merkel apilamiento en epidermis.

Las células de Merkel (MC) son célula neuroendócrinas porque sintetizan, almacenan y secretan un conjunto de polipéptidos que son hormonas neuroactivas. Poseen características típicas, incluyendo la expresión de cromogranina A, cromogranina B y sinaptofisina. La expresión de péptido intestinal vasoactivo y metionina-encefalina son específicas de las MC.  Todas estas características sugieren una forma de señalización parácrina o autocrina en la piel.

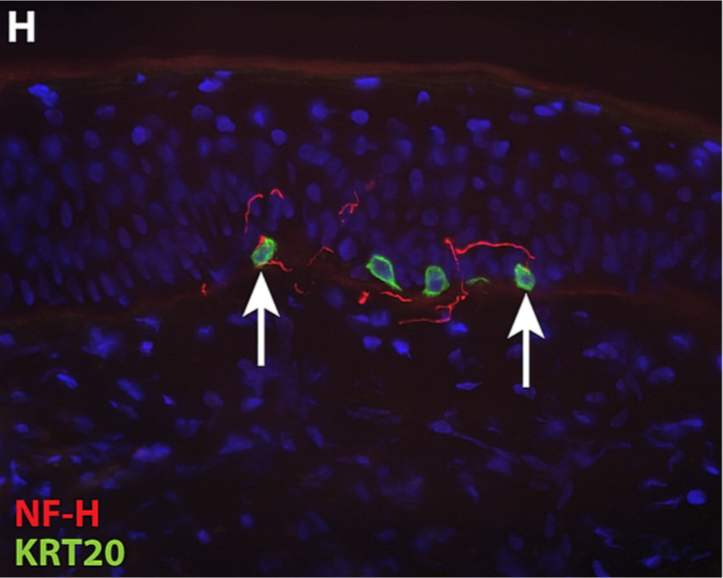
Merkel en verde y neuritas (en rojo).

Las MC transforman los estímulos táctiles en potenciales de acción de Ca2+ y liberan serotonina, luego transmiten estas señales a las terminaciones nerviosas aferentes de tipo Aβ. La proteína que permite la transformación de señales mecánicas en eléctricas es el canal iónico PIEZO-2, y regula la respuesta al tacto ligero.
PIEZO-2 también es expresado por las células del cáncer MCC.
Las células de Merkel se asocian con fibras somatosensoriales inervadoras, en un complejo llamado "domo de tacto" que es un órgano mecanosensorial terminal.  Las células de Merkel se agrupan en regiones de la piel que están especializadas para la agudeza táctil alta, como las yemas de los dedos, los folículos del bigote y las cúpulas de la piel con pelos.
Complejo células de Merkel-Neurita o Domo sensorial epidérmico.
Su importancia médica radica en que son capaces de producir un tipo de carcinoma. El carcinoma de células de Merkel (CCM), es potencialmente mortal y puede parecerse mucho a una metástasis de un carcinoma de células pequeñas de pulmón o a ciertos linfomas que infiltran la dermis.

El CCM se clasificó según sus similitudes con las células de Merkel (MC) fisiológicas de la piel.

## Recambio celular de Merkel
En 2009 se plantea que las células de Merkel no se marcaron con la Bromodesoxiuridina, no incorporaron timidina tritiada y no fueron inmunorreactivos a Ki-67, de células en proliferación. Se postuló su origen de cresta neural, no se encontró que las células de Merkel se renovaran como los queratinocitos y se creyó que tenían una larga vida útil, similar a las neuronas.

En 2013 se plantea que las células epidérmicas de Merkel son descendientes genéticas de las células madre Krt17+ del domo táctil. Las células de Merkel del domo táctil son recambiadas cada 7–8 semanas en la epidermis adulta. El domo táctil es un nicho autónomo de células madre.